# Шиликты (Зайсанский район)
Шиликты (каз. Шілікті) — село в Зайсанском районе Восточно-Казахстанской области Казахстана. Административный центр Шиликтинского сельского округа. Код КАТО — 634649100.

## Население
В 1999 году население села составляло 1673 человека (878 мужчин и 795 женщин). По данным переписи 2009 года, в селе проживало 1357 человек (663 мужчины и 694 женщины).